# آبشار کالاندولا
آبشار کالاندولا (به لاتین: Kalandula Falls) یک آبشار در آنگولا است که در استان مالانژه واقع شده‌است.